# Eldana saccharina
Espèce
Eldana saccharina (foreur africain de la canne à sucre) est une espèce d'insectes lépidoptères de la famille des Pyralidae, d'origine africaine. C'est l'unique espèce du genre Eldana.
Cet insecte phytophage attaque diverses espèces de plantes des familles des Poaceae, Cyperaceae et Typhaceae. C'est un ravageur des cultures de canne à sucre et de certaines céréales (maïs, sorgho, riz). Les dégâts sont dus aux larves qui creusent des galeries dans les tiges des plantes.

## Synonymes
- Eldana conipyga Strand, 1912

## Distribution
L'aire de répartition d' Eldana conipyga couvre toute l'Afrique subsaharienne, en particulier le Burundi, la république démocratique du Congo, le Kenya, le Rwanda, la Tanzanie et l'Ouganda.